# Asociația de Fotbal din Anguilla
Asociația de Fotbal din Anguilla este forul ce guvernează fotbalul în Anguilla. Se ocupă de organizarea echipei naționale.